# Mustafina Klada
Mustafina Klada is een plaats in de gemeente Velika Ludina in de Kroatische provincie Sisak-Moslavina. De plaats telt 180 inwoners (2001).